# Stadsvervoer Dordrecht
Stadsvervoer Dordrecht BV, afgekort SVD, was tot eind 2006 de stadsvervoerder van de stad Dordrecht, in de Nederlandse provincie Zuid-Holland. In 1990 werd de naam van het Gemeentevervoerbedrijf Dordrecht (GVBD) veranderd in Stadsvervoer Dordrecht. Op 1 januari 2001 werd SVD een dochteronderneming van HTM Personenvervoer.
In de jaren 90 voerde SVD een driebussensysteem in, in de hoop hiermee meer reizigers te trekken. De drie soorten bussen waren herkenbaar aan de verschillende kleurstellingen:
- Groene expressebussen voor een snelle verbinding tussen de buitenwijken en het station.
- Witte citybussen als ringlijn door de binnenstad.
- Blauwe servicebussen voor een fijnmazige ontsluiting van de woonwijken en verbindingen naar belangrijke plaatsen als het ziekenhuis.

Dit systeem bleek echter niet succesvol, in plaats van een stijging, was er juist een daling in reizigersaantallen. Dordrecht verloor in nog geen twee jaar tijd zo'n 30 miljoen gulden aan de kostbare dienstregeling. Na enkele jaren werd het netwerk dan ook steeds meer afgebouwd. Van de 250 personeelsleden bleven er 200 over, 20 van de 60 bussen werden van de weg gehaald. Hierdoor daalden de verliezen naar 8 miljoen gulden in 1998, 4 miljoen gulden on 1999 en ongeveer een half miljoen gulden in 2000. Na de sanering kende het bedrijf een kostendekkingsgraad van 37 procent. Uiteindelijk werd het bedrijf per 1 januari 2001 verkocht aan het Haagse HTM. Stadsvervoer Dordrecht (nu een BV) kreeg een concessie van 6 jaar voor het Dordtse stadsvervoer.

## Driebussensysteem[1]

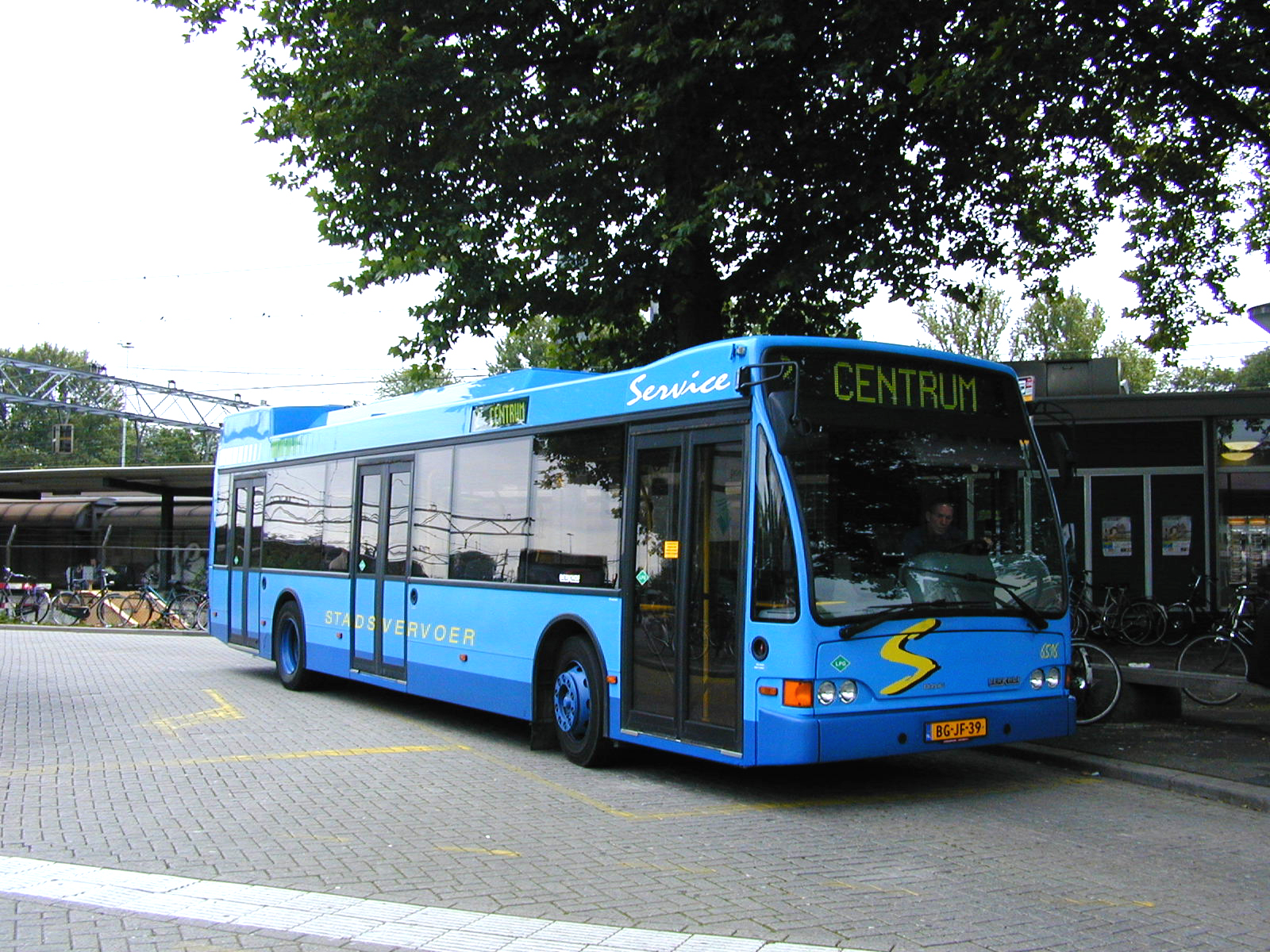
Een bus van Stadsvervoer Dordrecht in de kleuren van de servicebus.

Een overzicht van de kosten en opbrengsten van het driebussensysteem in Dordrecht. De bedragen zijn in Nederlandse guldens.
|           | 1996       | 1997       | 1998       | 1999       | 2000       |
| --------- | ---------- | ---------- | ---------- | ---------- | ---------- |
| Kosten    | 29,7 milj. | 37,5 milj. | 35,6 milj. | 31,3 milj. | 28,7 milj. |
| Resultaat | -3 milj.   | -7 milj.   | -7,9 milj. | -3,9 milj. | -0,5 milj. |
| Bussen    | 45         | 65         | 65         | 50         | 43         |
| Personeel | 197        | 242        | 254        | 215        | 210        |

Het bedrijf exploiteerde t/m december 2006 met 38 bussen het stadsvervoer in Dordrecht. Lijn 6 verzorgde vele jaren de verbinding met het Brabantse Werkendam waarbij gebruik werd gemaakt van een veer. De verbinding is per 16 augustus 2005 vervallen. Buurtbuslijn 231 van BBA verzorgde vanaf dat moment deze verbinding.

## Aanbesteding
Het stadsvervoer in Dordrecht werd in 2006 aanbesteed. De provincie besloot dit aan te besteden in één pakket samen met het overige busvervoer in de Drechtsteden, Alblasserwaard en Vijfheerenlanden (DAV) en de MerwedeLingelijn (spoorverbinding Dordrecht - Geldermalsen). Om een goede kans te maken deze aanbesteding te winnen, deed SVD dit samen NS onder de naam RegioLinq.
Begin juli 2006 werd echter bekend dat de concessie voor het DAV-gebied per januari 2007 werd gegund aan Arriva. SVD raakte hiermee zijn gehele verzorgingsgebied kwijt. Dit betekende het einde van SVD als openbaarvervoerbedrijf. De stadsbussen van SVD zijn teruggegaan naar moederbedrijf HTM, de activiteiten van SVD Specials (busverhuur) en AquaDordt (veerpont) werden ongewijzigd voortgezet. Op 9 december 2018 werd het vervoer overgenomen door Qbuzz.